# La Nueve
«La Nueve» fue el nombre asignado popularmente a la 9.ª Compañía de la 2.ª División Blindada de la Francia Libre, también conocida como División Leclerc. Se trató de una compañía bastante destacada al estar formada casi íntegramente por unos 150 republicanos españoles bajo mando francés. Además de la 9.ª compañía, en la División Leclerc también estaban enrolados y dispersos otros soldados de origen español en diversas compañías.

## Orígenes
El 24 de junio de 1940, el III Reich vencía a Francia y le imponía el Armisticio tras una campaña de 40 días. Mientras tanto los puertos del África Occidental Francesa en Marruecos, Argelia y Senegal eran un caos, pues miles de refugiados se amontonaban en los muelles. Entre estos había numerosos exiliados republicanos de la guerra civil española que habían huido del país debido al triunfo del general, convertido en dictador, Francisco Franco.
La Francia de Vichy no ocultaba su desconfianza y rechazo hacia los republicanos españoles, mayoritariamente izquierdistas, y, aunque no procedió a deportarlos masivamente hacia España, les obligó a elegir entre prestar trabajos forzados en la metrópoli, enrolarse en la Legión Extranjera Francesa o ser repatriados voluntariamente. La mayoría de los veteranos de la guerra civil española eligió la primera alternativa, pues tenían buenas razones para rechazar la última ante la posibilidad de ser sometidos a consejo de guerra, y tal vez condenados a muerte.
Tras los desembarcos aliados en el norte de África del 8 de noviembre de 1942, las autoridades de la Francia Libre instaladas en Argelia crearon inmediatamente el Corps Franc d'Afrique, un cuerpo regular destinado a combatientes no franceses y que estaba formado en gran parte por españoles. Así pues la Legión Extranjera del protectorado francés de Marruecos pasó de obedecer órdenes del Gobierno de Vichy a depender de la Francia Libre del general Charles de Gaulle, reanudando su lucha contra el fascismo bajo otra bandera.
Los españoles entraron en combate en este frente contra los restos del Afrika Korps, compuesto por tropas alemanas e italianas, en diciembre de 1942 en Túnez. Durante la primera mitad de 1943, los republicanos españoles lucharon con ardor en los riscos y desiertos arenosos de Túnez. Finalmente, el 7 de mayo de ese año conquistaron la ciudad portuaria de Bizerta, siendo esta su última actuación en África.

## Historial de combates
La División Leclerc blindada había nacido en mayo de 1943 bajo el mando del general Philippe Leclerc de Hauteclocque en el Chad centroafricano, actuando en apoyo a la Francia Libre. Estaba compuesta por 16 000 hombres, de los cuales a inicios de 1943 unos 2 000 eran españoles. Después de que la Francia Libre tomara el control del Norte de África, los republicanos españoles integrados en las tropas francesas tuvieron la opción de escoger entre la División Leclerc (ya veterana de la Francia Libre) o las fuerzas del general Henri Giraud, (formadas por numerosos leales a Vichy que recientemente habían cambiado de bando). Ante esta situación, la gran mayoría de los españoles escogió la unidad de Leclerc. Si bien muchos soldados españoles pensaban que esta fuerza podría ser más tarde el núcleo de un renacido ejército republicano español, tal esperanza nunca se concretó y continuaron sirviendo como tropa extranjera firmemente adscrita a la Francia Libre (jamás como unidad autónoma de esta). No obstante, se les permitió bordar en sus uniformes franceses la bandera tricolor republicana. 
La División Leclerc se denominó oficialmente «2.ª División Blindada» y su 9.ª Compañía fue más conocida como «La Nueve» o «La Novena», con el capitán francés Raymond Dronne al mando. La mayor parte de los españoles allí integrados eran socialistas, anarquistas, del POUM catalán o apolíticos hostiles a Franco, con unos escasos comunistas, mientras que otros simplemente llegaban como desertores de campos de concentración marroquíes y argelinos.
En septiembre de 1943, la División Leclerc fue transferida a Rabat en Marruecos, donde se la dotó de armamento procedente de los Estados Unidos: 160 tanques M4 Sherman, 280 semiorugas M3 blindados y M8 Greyhound, camiones Dodge, GMC, Brockway, Diamond y también muchos Jeeps. Algunos de los nombres españoles que les dieron a los vehículos fueron muy curiosos. Componían la unidad de mando un Jeep con el nombre de «MORT AUX CONS» y el semioruga «LES COSAQUES». A la 1.ª Sección de Combate, pertenecían: DON QUICHOTTE, CAP SERRAT, LES PINGOÜINS, MADRID, GUERNICA (remolcando un cañón de 57 mm). A la 2.ª Sección de Combate: RESISTENCE, TERUEL, ESPAÑA CAÑI (luego LIBERATION), NOUS VOILA y EBRO (remolcando un cañón de 57 mm). La 3.ª Sección de Combate: TUNISIE 43, BRUNETE, ALMIRANTE BUIZA, GUADALAJARA y SANTANDER (remolcando un cañón de 57 mm). Junto a estos vehículos, rodaban unos cuantos camiones encargados del suministro y abastecimiento de La Nueve. Veteranos anarquistas intentaron nombrar a un blindado como su fallecido líder Buenaventura Durruti, pero los franceses no lo permitieron, por lo que le pusieron Les Pingouins. En los tanques manejados por los españoles se permitió también pintar la bandera de la Segunda República Española.

### En Europa
La División Leclerc, con la 9.ª Compañía, se trasladó de Marruecos a Gran Bretaña. El 6 de junio de 1944 se llevó a cabo el Desembarco de Normandia, y aunque participaron algunos españoles dispersos en otras unidades aliadas, la 9.ª Compañía se quedó en suelo británico. Finalmente el 4 de agosto la 9.ª Compañía desembarcó en la playa de Utah (playa de la Madelaine), al norte de la bahía de Carentan en Normandía. La División Leclerc, contando con «La Nueve», se encuadró dentro del Tercer Ejército estadounidense liderado por el célebre general George Patton. «La Nueve» desembarca cantando la canción tradicional «La Cucaracha», por lo lento del desembarque.
Las primeros enfrentamientos ligeros que tuvieron los republicanos españoles contra la Wehrmacht, se desarrollaron en sitios como Rennes, Le Mans, Château-Gontier y un papel muy destacable junto a los soldados estadounidenses en Alençon. El 7 de agosto la 9.ª Compañía sufrió su primer muerto en combate, el español Andrés García. El 12 de agosto los Aliados quedaron sorprendidos ante la experiencia bélica de la 9.ª Compañía, cuando los españoles capturaron a 129 prisioneros alemanes en la población de Eccouché.
El 16 de agosto la División Leclerc fue atacada por las divisiones de las Waffen-SS Leibstandarte SS Adolf Hitler y Das Reich, las 9.ª y 116.ª Divisiones Panzer y la 3.ª División de Paracaidistas. La batalla fue muy cruenta: El 16 murió en combate Constant Pujol abatido por la ráfaga de la metralleta de un oficial alemán que murió por los disparos de pistola de su compañero Joan Castells. Al día siguiente, el 17, cayó Roberto Helios; los días 18 y 19 el Segundo Ejército británico de Bernard Montgomery llegó a la zona y lanzó un contraataque salvando a los soldados españoles de una masacre. Los españoles celebraron una misa en la iglesia de Eccouché en honor de los caídos.

### Papel en la Liberación de París

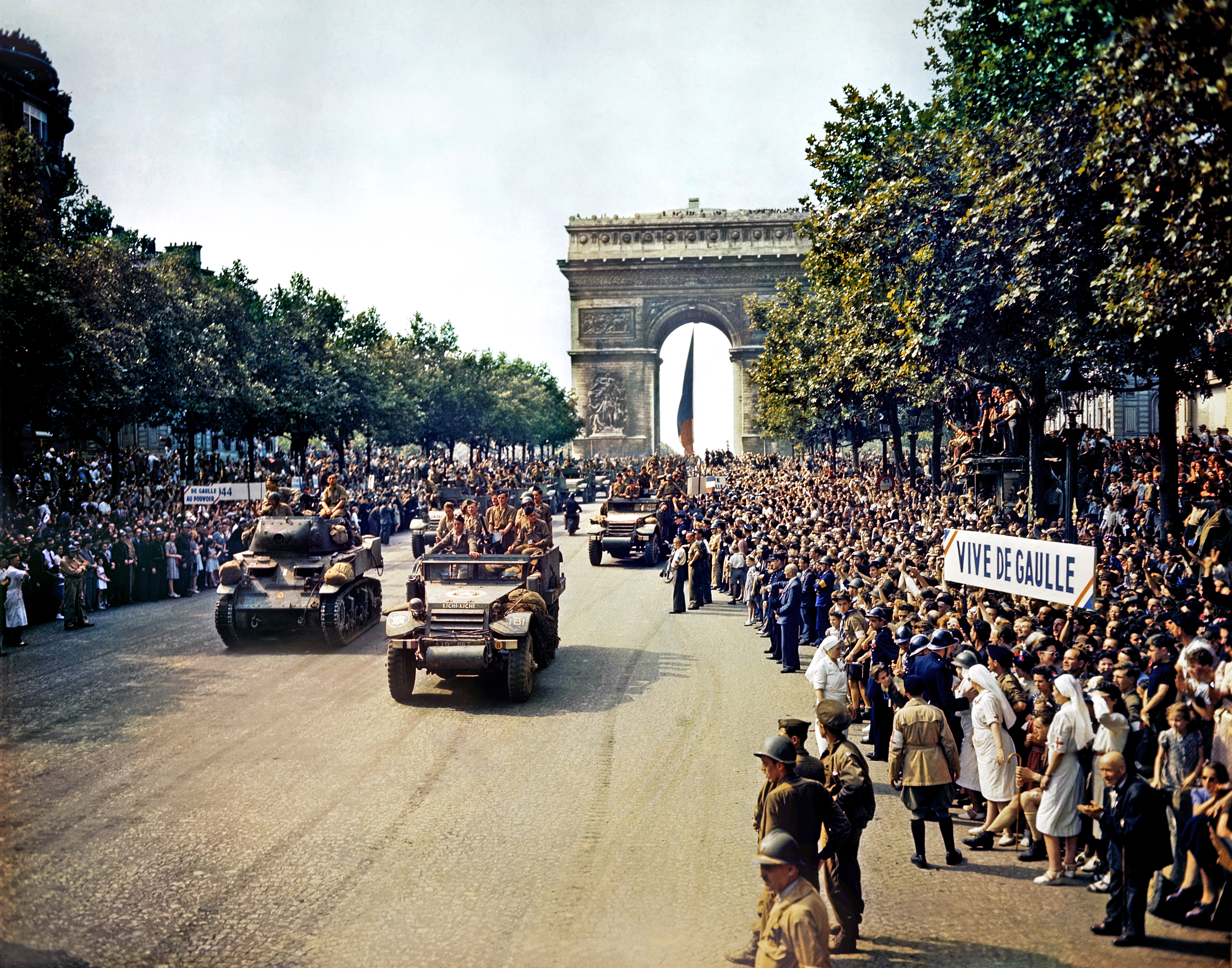
Desfile por los Campos Elíseos de unidades pertenecientes a la 2.ª División Blindada tras la Liberación de París

La ciudad de París se sublevó contra los alemanes el 20 de agosto de 1944 y Charles de Gaulle insistió ante el mando supremo aliado para que tropas de la Francia Libre acudieran a liberar la capital francesa antes que la Wehrmacht decidiera luchar en las calles y destruyera estructuras urbanas fundamentales (puentes sobre el río Sena, redes de agua, edificios públicos) conforme lo había ya ordenado Adolf Hitler
Primeramente el mando estadounidense, dirigido por Dwight D. Eisenhower, prefería atacar masivamente a las tropas germanas que se concentraban al norte de París y retardar la conquista de dicha ciudad. Pese a ello, De Gaulle ordenó a sus tropas aprovechar la revuelta de la Resistencia Francesa con el fin de tomar París y para ello fue elegida la División Leclerc. Precisamente en esta ocasión la 9.ª Compañía española, unidad de reconocimiento de la División Leclerc, es la primera unidad aliada en entrar en la urbe. 
El primer blindado que llegó a la plaza del ayuntamiento de París fue el «Guadalajara», con tripulación exclusivamente extremeña. Los primeros disparos que las fuerzas aliadas efectuaron se hicieron desde el blindado «Ebro», mandado por el capitán canario Campos y conducido por el catalán Bullosa. En las cercanías del Arco del Triunfo patrullaban Alfredo Piñero y Francisco Izquierdo, que se quedó mudo cuando una muchacha, tras los besos y abrazos de rigor exclamó: «¡Eres el primer soldado francés al que beso!», a lo que este contestó «Somos rojos españoles». Anécdota parecida le ocurrió al locutor que entrevistó a los recién llegados y recibió un castizo «Pardon mesier mais je suis español». Por lo demás la dotación que llegó al ayuntamiento de París el 24 de agosto fue la de los half-track: Madrid, Jarama, Ebro, Teruel, Guernica, Belchite, Guadalajara, Brunete y Don Quijote, junto con un tanque tripulado por 4 franceses: el «Romilly». Este era el destacamento, que, con toda justicia, llamaron «los liberadores de París».
A las 21:22 horas de la noche del 24 de agosto de 1944, la 9.ª Compañía irrumpió en el centro de París por la Porte d'Italie. Al entrar en la plaza del Ayuntamiento, el semioruga español «Ebro» efectuó los primeros disparos contra un nutrido conjunto de fusileros y ametralladoras alemanas. Después los civiles que salieron a la calle cantando La Marsellesa, para su sorpresa constataban que los primeros soldados liberadores eran todos españoles. El jefe francés de la 9.ª Compañía, Raymond Dronne, se dirigió hacia la comandancia del general alemán Dietrich von Choltitz para requerir la rendición. 
Mientras se esperaba la capitulación final, los españoles tomaron al asalto la Cámara de los Diputados, el Hôtel Majestic y la Plaza de la Concordia tras sufrir un muerto. A las 3:30 horas de la tarde del 25 de agosto, la guarnición alemana de París se rindió y fueron los soldados españoles quienes recibieron como prisionero a Von Choltilz, mientras otras unidades francesas también entraban en la capital. El general estadounidense Eisenhower remitió entonces parte de sus tropas para colaborar con los franceses. 
Al día siguiente, el 26 de agosto, las tropas aliadas entraron triunfantes en París. Los españoles desfilaron hasta la Catedral de Notre Dame y posteriormente escoltaron al general Charles de Gaulle por los Campos Elíseos. Los soldados españoles de la División Leclerc desfilaron llevando en sus estandartes los colores de la Segunda República Española aunque pronto se le obligó a retirarlas; las posteriores protestas del régimen franquista fueron ignoradas por el gobierno francés.

### Campañas finales
Tras la Liberación de París la guerra prosiguió. La 9.ª Compañía abandonó la capital francesa el 8 de septiembre para volver al frente. El día 12 los españoles obtuvieron un señalado éxito cuando hicieron prisioneros a 300 soldados alemanes al tomar la ciudad de Andelot. El 15 cruzaron el río Mosela y establecieron una cabeza de puente tras las líneas alemanas, donde tuvieron un enfrentamiento con heridos en Châtel-sur-Moselle. 
El mando militar dirigido por Charles de Gaulle reconoció la importancia de la 9.ª Compañía dentro del Ejército francés, y el 26 de septiembre él en persona repartió las principales condecoraciones en la ciudad de Nancy. La Medalla Militar y la Croix de Guerre fueron entregadas al capitán francés Raymond Dronne, al subteniente canario Miguel Campos, al sargento catalán Fermín Pujol y al cabo gallego Cariño López.
La batalla por la recuperación de Alsacia comenzó en noviembre; allí los alemanes destruyeron con un proyectil un tanque español donde iba el alférez Federico Moreno, aunque por suerte no hubo bajas. El 23 de noviembre la 9.ª Compañía española tomó la capital alsaciana de Estrasburgo, siendo esta la última gran ciudad francesa perdida por las tropas alemanas.
Cuando la 9.ª Compañía cruzó el río Rin y se internó en suelo alemán, los españoles quedaron estancados por el frío invierno de -22 °C en el camino boscoso hacia Múnich. A lo largo de ese tiempo sufrieron unas 50 bajas por congelación y las bombas. Cuando se acabó el invierno la 9.ª Compañía se puso en marcha de nuevo. La actuación más importante en esta etapa de la 9.ª Compañía fue el 5 de mayo de 1945 al participar en la toma del Nido del Águila, el refugio final de Adolf Hitler en Berchtesgaden.

## Posguerra y homenajes oficiales
La Segunda Guerra Mundial terminó en Europa el 8 de mayo de 1945 tras la rendición incondicional de Alemania. Hasta ese momento la 9.ª Compañía había sufrido 35 muertos y 97 heridos; solo 16 españoles seguían en activo al momento de llegar la paz, aunque muchos otros continuaban prestando servicio en otras unidades del Ejército francés. 
Tras la guerra, varios veteranos españoles quedaron en el Ejército francés, mientras que otros prefirieron desmovilizarse y permanecer como civiles en Francia. Amargamente, sus triunfos de combate no sirvieron para que pudieran volver a España ni ayudaron a la caída del régimen dictatorial de Francisco Franco, como muchos de ellos proyectaban. Ante ello, los veteranos españoles continuaron como exiliados políticos durante muchos años más. Rafael Gómez Nieto, el último de los miembros de "La Nueve" falleció por COVID-19 en la madrugada del 31 de marzo de 2020 con 99 años, en una residencia de ancianos en Estrasburgo (Francia), donde vivía desde 1955. 
Los méritos de la 9.ª Compañía española fueron reconocidos por los historiadores especializados, pero gran parte de la historiografía francesa prácticamente ignoró su gran importancia en el episodio concreto de la Liberación de París (tratándola como un evento exclusivamente francés). Los historiadores españoles estudiaron a la 9.ª Compañía ampliamente solo después de la caída del franquismo, cuando se reconoció a esta unidad por su destreza y valor. 
Hubo que esperar a agosto del 2004 para que la ciudad de París realizara un homenaje adecuado a los españoles de la División Leclerc que tanto habían contribuido con su liberación sesenta años antes. Para tal efecto se desveló una placa conmemorativa junto al río Sena en el Quai Henri IV. 
El 25 de agosto de 2012, durante la celebración del 68 aniversario de la Liberación de París, una bandera republicana participó en dicho acto a modo de reconocimiento del papel de La Nueve en la liberación de la ciudad, siendo reconocido este hecho en el discurso del Presidente de la República francesa, François Hollande.
Desde marzo de 2015, el jardín del Ayuntamiento de París se llama oficialmente Jardin des Combattants-de-la-Nueve («Jardín de los combatientes de la Nueve»), arriba del Jardín Federico García Lorca. Se planeó una ceremonia en presencia del rey y la reina de España, Felipe VI y Letizia, así como de la alcaldesa de París, Anne Hidalgo. Sin embargo, el accidente del vuelo 9525 de Germanwings, donde murieron 51 españoles, acortó la visita de los reyes. La ceremonia de inauguración se pospuso hasta el 3 de junio de 2015.
Ahora, cada 24 de agosto, se celebra una ceremonia oficial en el jardín, con motivo de las celebraciones de la Liberación de París. En 2020, la ceremonia fue presidida por la vicepresidenta del Gobierno española Carmen Calvo, durante su viaje oficial en Francia. En 2021 y 2022, acudió en representación del Gobierno de España su ministro de la Presidencia, Relaciones con las Cortes y Memoria Democrática, Félix Bolaños.

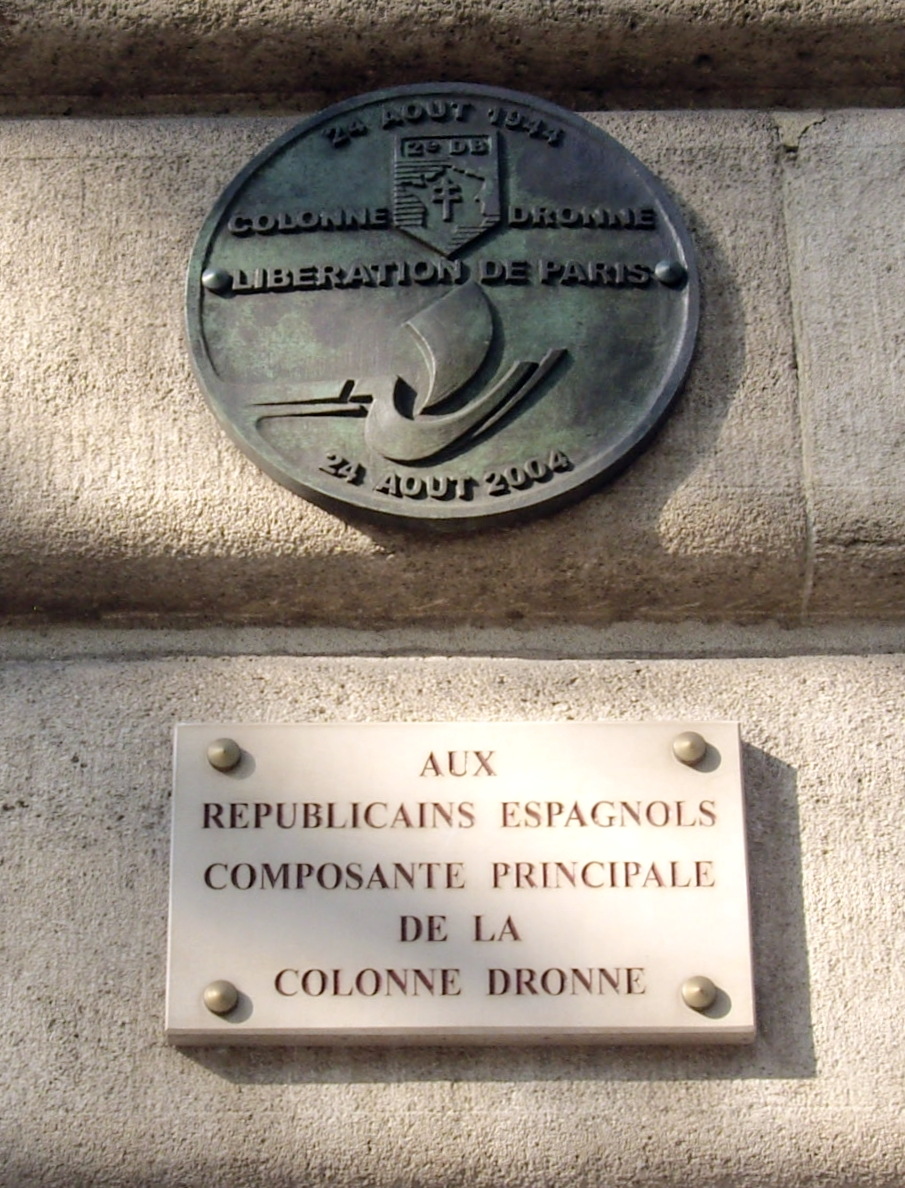
Placa en homenaje a los soldados españoles de La Nueve, colocada en el edificio anexo al Ayuntamiento de París, en el Quai de l'Hôtel-de-Ville, esquina con la Rue de Lobau (IV distrito de París).
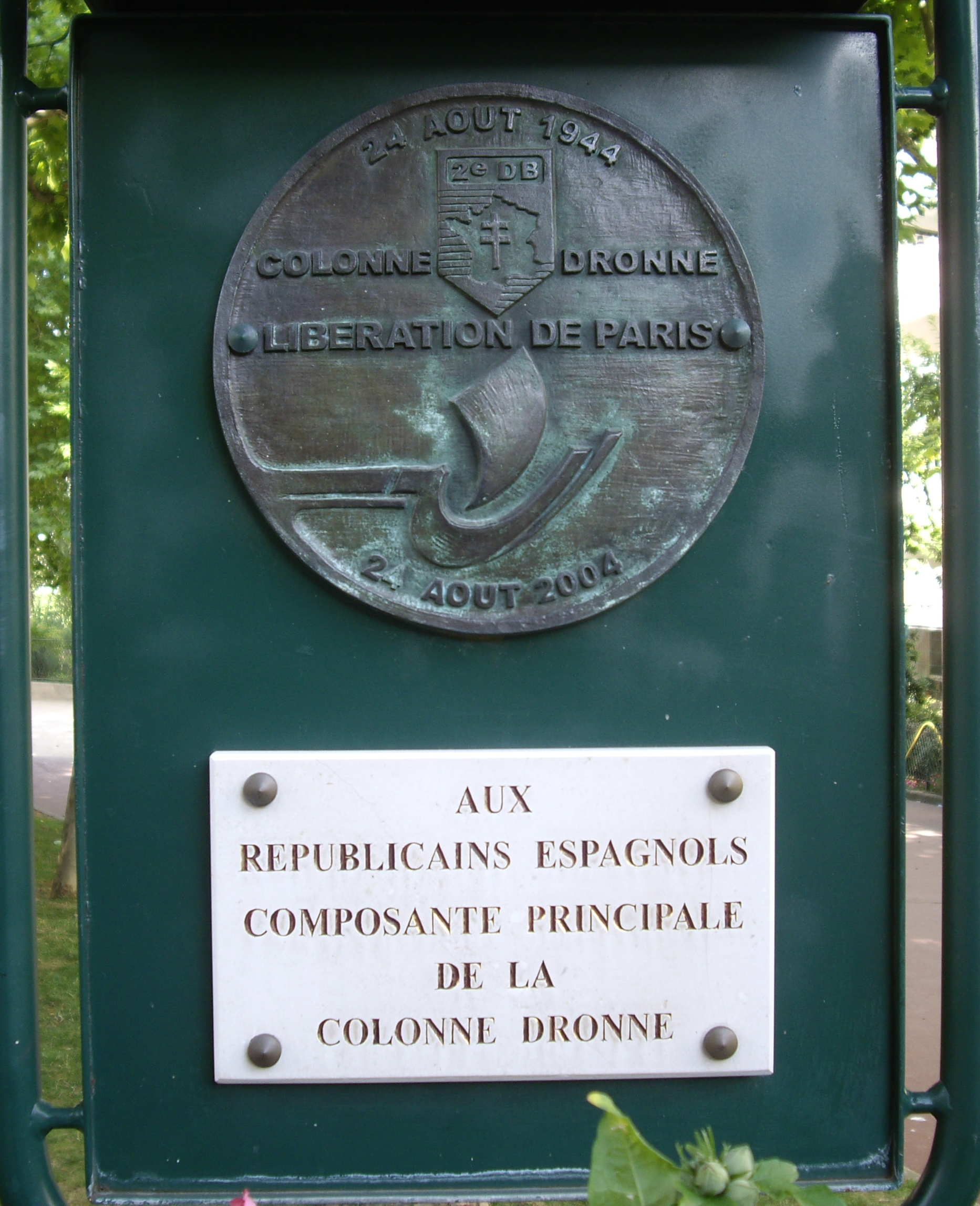
Placa en homenaje a los soldados españoles de La Nueve, colocada en el square Gustave-Mesureur, place Pinel (XIII distrito de París).
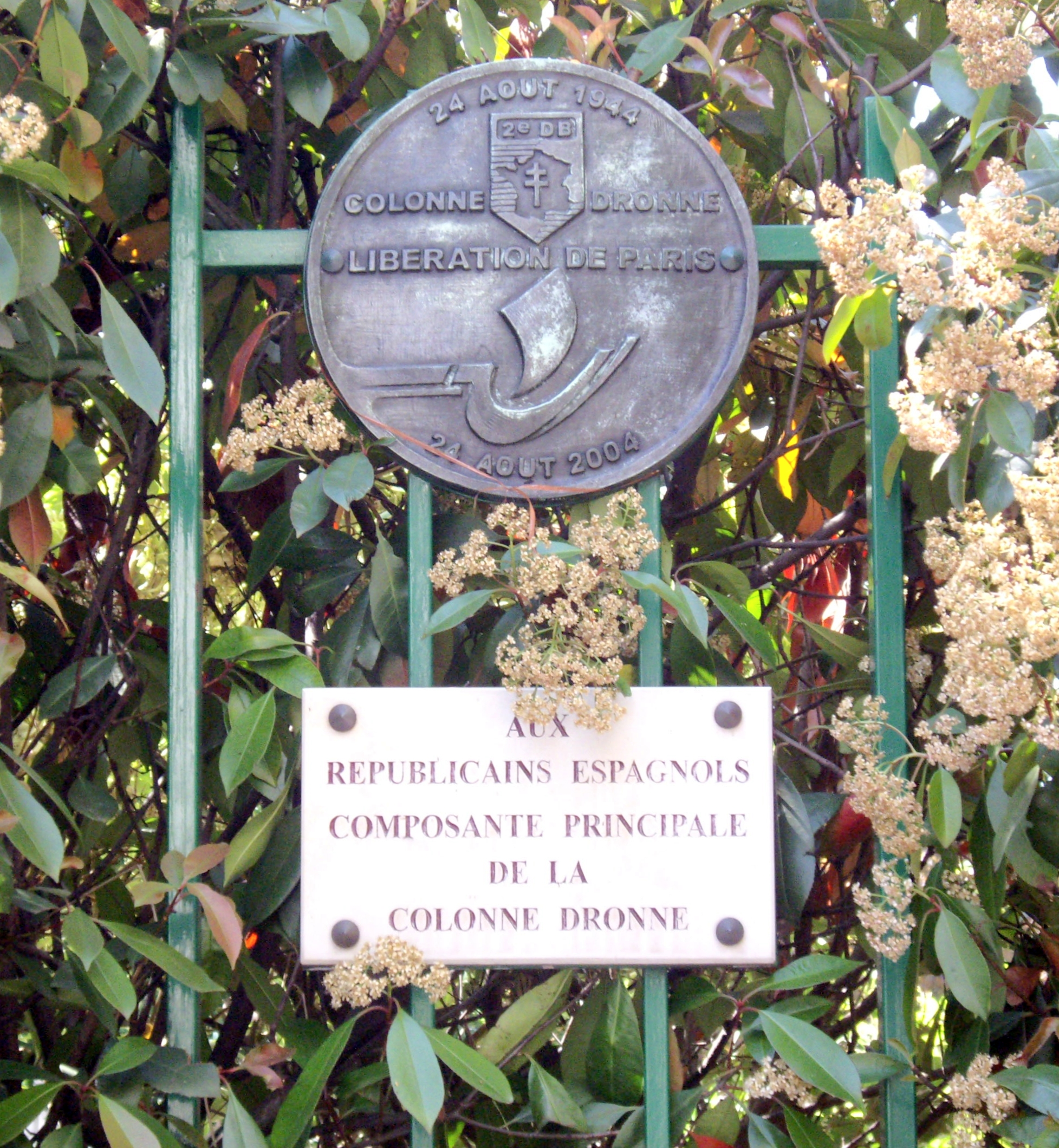
Placa en homenaje a los soldados españoles de La Nueve, colocada en el centro de la place Nationale (XIII distrito de París).
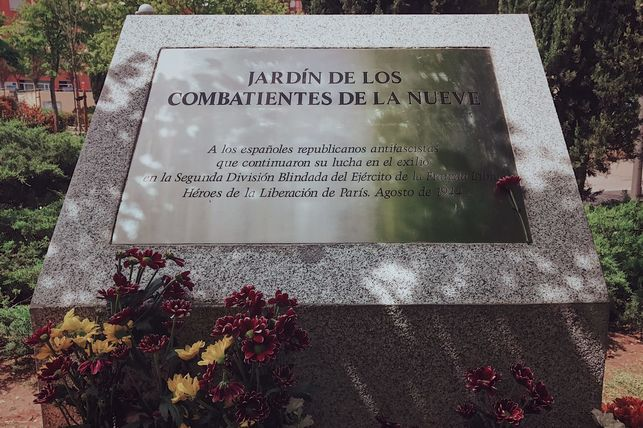
Placa en homenaje a los soldados de La Nueve, colocada en el Jardín de los Combatientes de La Nueve en Madrid.
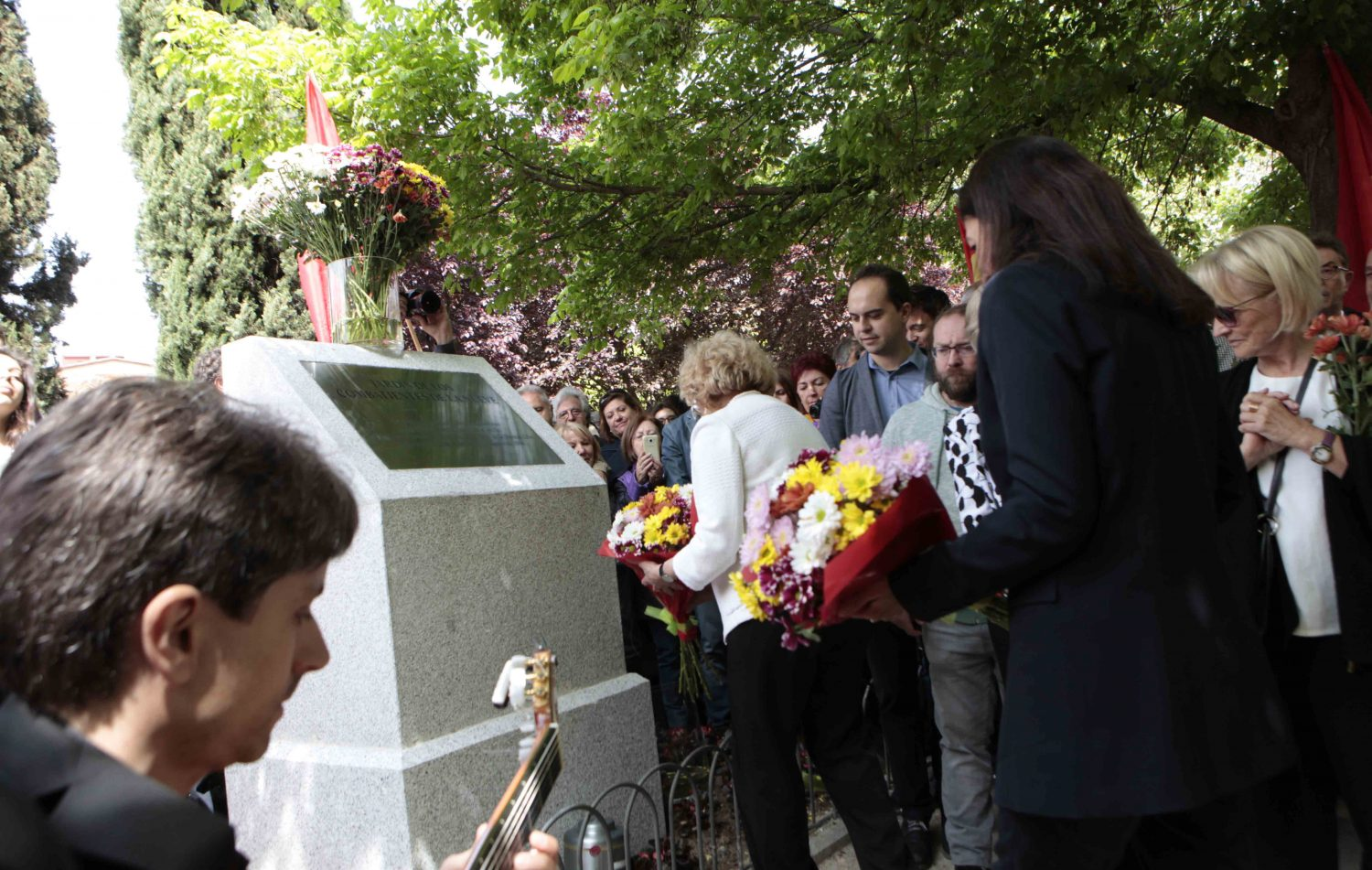
Las alcaldesas de Madrid y París, Manuela Carmena y Anne Hidalgo, en la inauguración del Jardín de los Combatientes de La Nueve en Madrid.
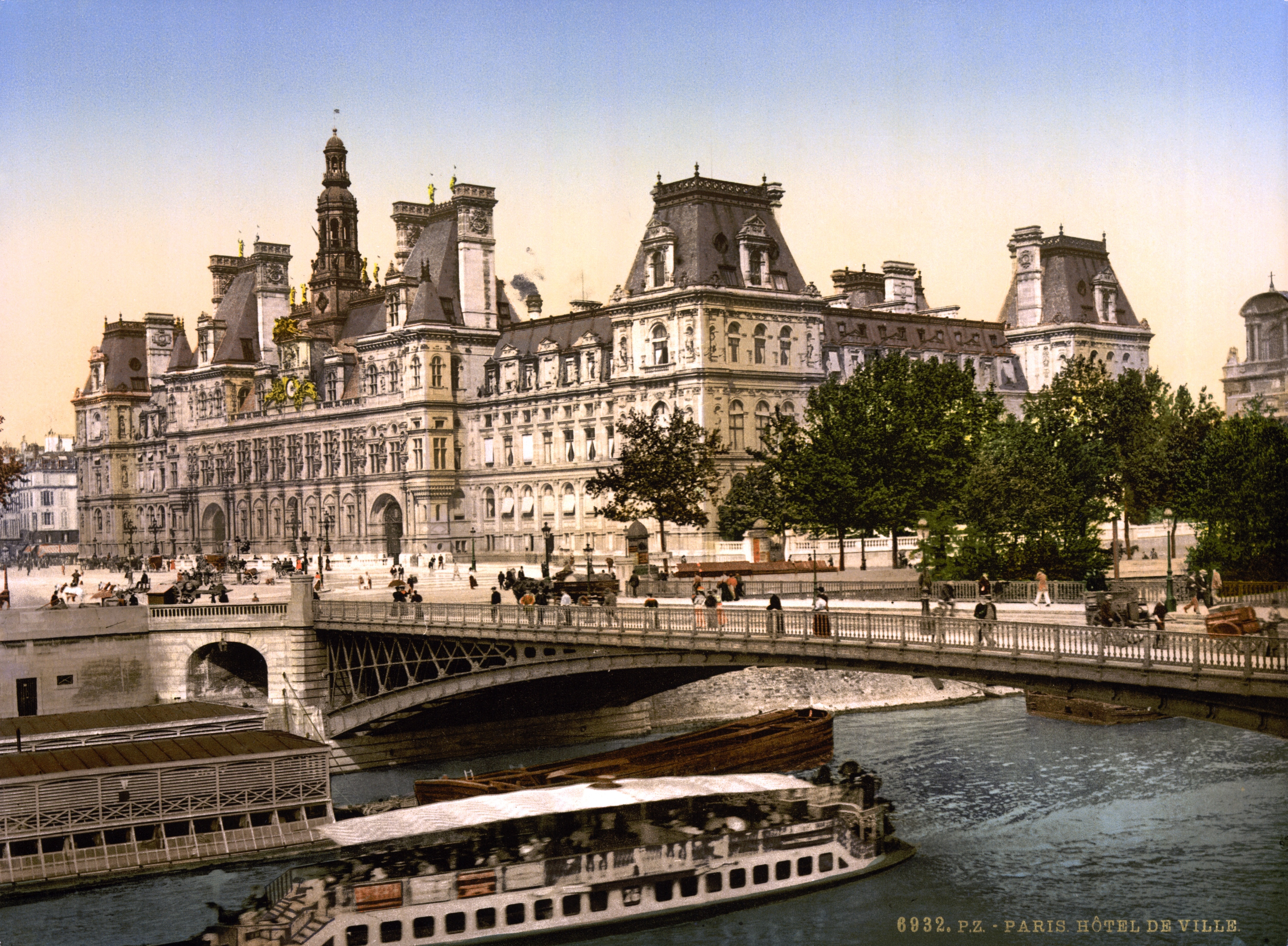
Vista desde el Puente de Arcole del Ayuntamiento y del jardín.
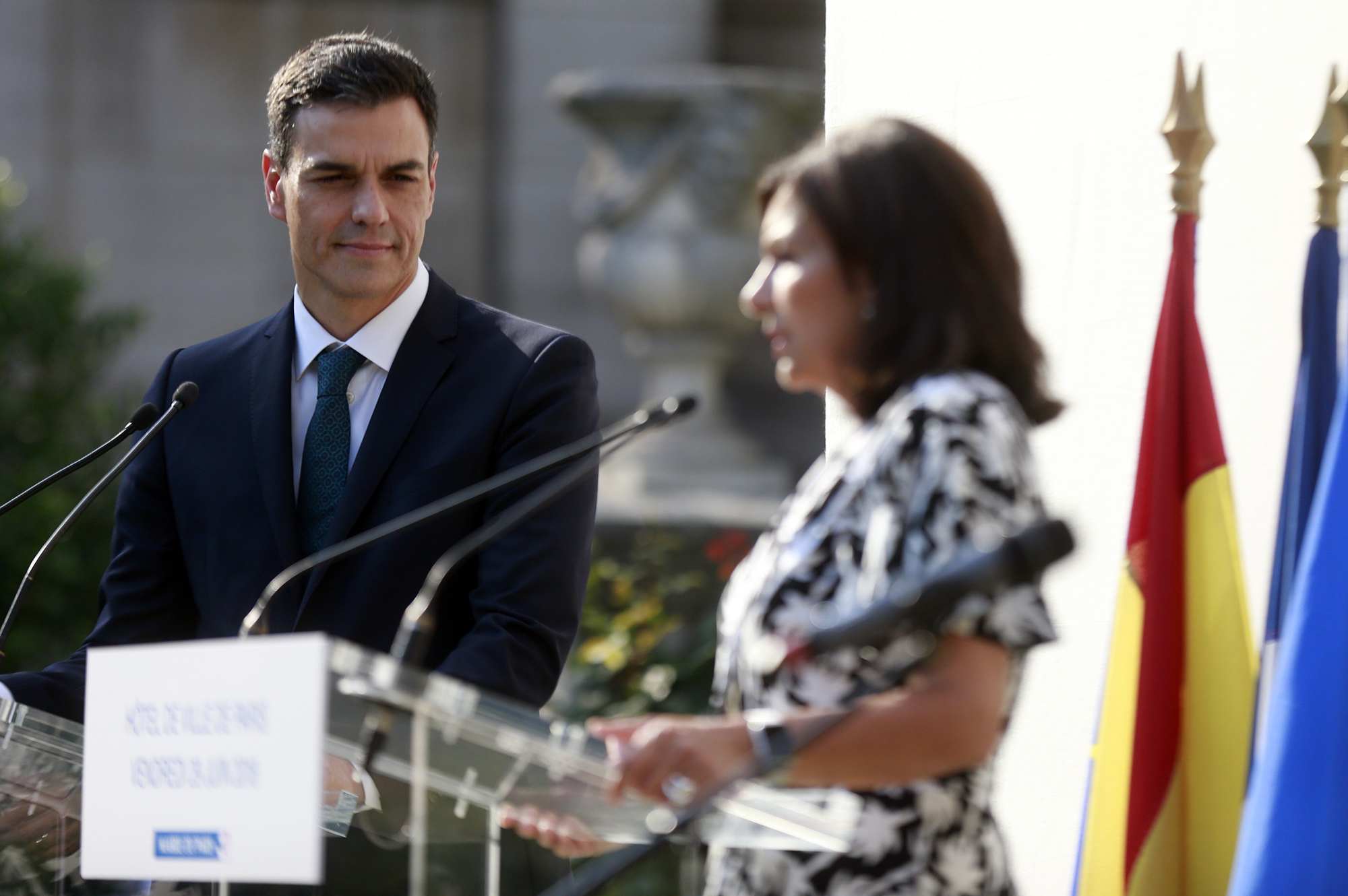
La alcaldesa de París, Anne Hidalgo, y el presidente del gobierno español, Pedro Sánchez, durante une ceremonia oficial en el jardín en junio 2018
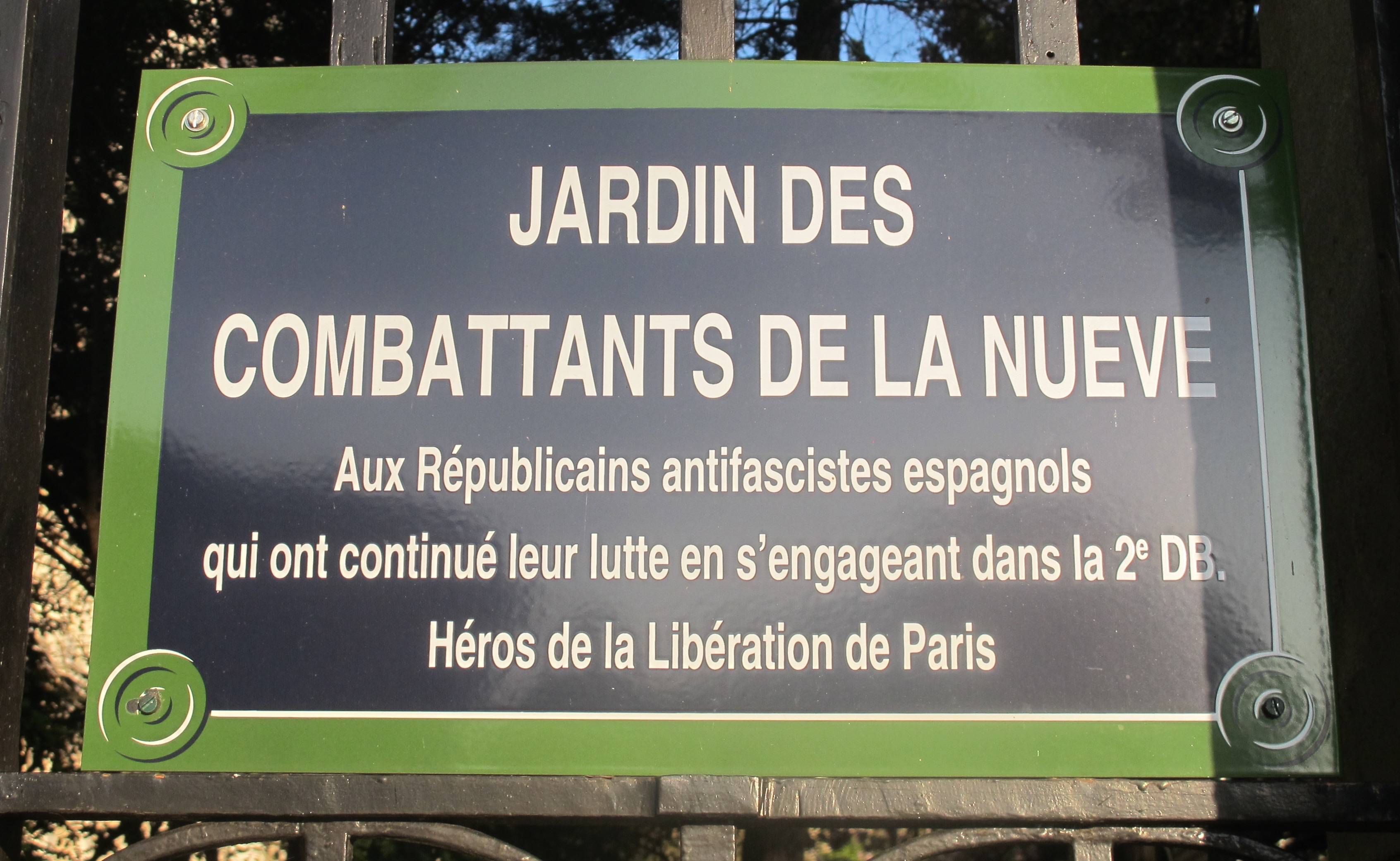
Placa oficial del jardín en París: “Jardín de los Combatientes de La Nueve. A los republicanos antifascistas españoles que prosiguieron su lucha al encuadrarse en la Segunda División Blindada (General Leclerc). Héroes de la liberación de París”

A finales de 2016, la alcaldesa de Madrid Manuela Carmena designa también un jardín municipal «Jardín de los Combatientes de La Nueve». Fue inaugurado en abril de 2017 por las alcaldesas de Madrid y París, Manuela Carmena y Anne Hidalgo.
El 14 de abril de 2016, la ciudad de París inaugura oficialmente la placa conmemorativa en memoria al luchador de la Nueve Manuel Lozano, el día de la proclamación de la República española y el aniversario del nacimiento de este activista de la Confederación Nacional del Trabajo de Francia. La ceremonia tuvo lugar en el XIX distrito de la capital (43 rue des Bois).
La 33 rue des Vignoles, sede de la Confederación Nacional del Trabajo en París y lugar simbólico de memoria de los luchadores de la Nueve, ahora es parte del patrimonio protegido de la capital. 
Oficialmente, Francia también ha llamado Voie de la Libération (Vía de la Liberación), la ruta histórica seguida el 24 de agosto de 1944 por la Nueve, de la Puerta de Italia al Ayuntamiento de París, cuya etapa importante es el Jardín Federica Montseny. 
El parque parisino que lleva el nombre de Federica Montseny fue inaugurado en presencia de la ministra Dolores Delgado el 24 de agosto de 2019, después de un acto oficial el mismo día en homenaje al héroe de la Segunda Guerra Mundial José Barón Carreño, en el bulevar Saint-Germain, cerca de la Asamblea Nacional, con motivo de las celebraciones del 75 aniversario de la Liberación de París.